# Begin Again (film)
Begin Again is een Amerikaanse muzikale comedy, voor het eerst vertoond op het Internationaal filmfestival van Toronto in 2013. In de zomer van 2014 is deze film naar de bioscopen gegaan.

## Verhaal
De Engelse Gretta (Keira Knightley) wordt door een vriend gevraagd om een liedje te spelen en zingen in een bar in New York. Zij zet een droevig lied over eenzaamheid en zelfmoordgevoelens in. Na afloop is er, naast die vriend, maar een iemand die applaudisseert, Dan (Mark Ruffalo). De film laat ons daarna zien hoe Gretta zo droevig in die bar beland is en hoe Dan daar gekomen is om zich te bedrinken.
Dan heeft eerder een platenmaatschappij opgericht en bestierd, maar heeft de laatste tijd geen nieuwe talenten meer weten te ontdekken. Zijn partner Saul (Mos Def) zegt hem de wacht aan. In Gretta ziet Dan een potentiële ster. Hij probeert haar te bewegen om een contract te tekenen, maar als hij eerlijk is over zijn omstandigheden, ziet zij daar vanaf. Na een bezoekje aan Troublegum (Cee Lo Green), een eerder door Dan ontdekte rapper, lukt het Dan om Gretta met anderen die hij nog kent uit de muziekwereld een aantal nummers op te laten nemen op diverse plaatsen in New York. Gretta is erg gecharmeerd van het voorstel om deze nummers niet in een studio op te nemen, maar op allemaal verschillende plaatsen in de stad.
Dan blijkt gescheiden te zijn van Miriam (Catherine Keener) en een lastige relatie te hebben met zijn dochter Violet (Hailee Steinfeld). Gretta heeft een positieve invloed op deze relatie en samen weten ze Violet zover te krijgen dat ze meespeelt in een van de liedjes.
Gretta ergert zich eraan hoe haar voormalige vriend Dave (Adam Levine) zich laat leiden door het oppervlakkige snelle succes en daarbij het artistieke uit het oog verliest. Toch gaat zij in op een uitnodiging van hem om naar een van zijn optredens te komen.
In eerste instantie proberen Dan en Gretta het geproduceerde album alsnog via de platenmaatschappij die Dan vroeger bestuurde uit te laten brengen, maar ze worden het niet eens over de voorwaarden. Uiteindelijk besluit Gretta om het album zelf via internet te verkopen, met voor haar dezelfde opbrengst als wanneer ze was ingegaan op het voorstel van de platenmaatschappij. Een rondgestuurde tweet van Troublegum stimuleert de verkoop: op de eerste dag is het album 10.000 keer verkocht.

## Rolverdeling
- Keira Knightley als Gretta James, een liedjesschrijfster
- Mark Ruffalo als Dan Mulligan, een muziekproducent
- Adam Levine als Dave Kohl, een muzikant
- Catherine Keener als Miriam Hart, voormalig partner van Dan
- Hailee Steinfeld als Violet Mulligan, dochter van Dan en Miriam
- James Corden als Steve, een heel goede vriend van Gretta
- Cee Lo Green als Troublegum, een succesvol rapper en eerder door Dan ontdekt
- Mos Def als Saul, de zakenpartner van Dan
- Aya Cash, als Jenny

## Opnamelocaties
Een deel van de opnamen is geschoten in het echte New York, in bij toeristen minder bekende delen van Manhattan. Greenwich Village, East Village, Times Square en Washington Square Park vormen enkele decors in deze film.